# Llengües bak
Les llengües bak són un grup de llengües atlàntiques del Senegal i Guinea Bissau. Les llengües bak són llengües no tonals.

## Classificació
Recentment (2010) es va proposar que existia una relació entre les llengües bak i el bijago que prèviament es va considerar una branca aïllada dins del grup atlàntic. L'arbre cladístic proposat és el següent:
|  | Balanta                                                                  |
|  |                                                                          |
|  | \| \| llengües diola (Jola) \| \| \| \| \| \| llengües papel \| \| \| \| |
|  |                                                                          |
|  | llengües diola (Jola)                                                    |
|  |                                                                          |
|  | llengües papel                                                           |
|  |                                                                          |

|  | llengües diola (Jola) |
|  |                       |
|  | llengües papel        |
|  |                       |

|  | Balanta                                                                  |
|  |                                                                          |
|  | \| \| llengües diola (Jola) \| \| \| \| \| \| llengües papel \| \| \| \| |
|  |                                                                          |
|  | llengües diola (Jola)                                                    |
|  |                                                                          |
|  | llengües papel                                                           |
|  |                                                                          |

|  | llengües diola (Jola) |
|  |                       |
|  | llengües papel        |
|  |                       |

### Bijago
El bijago és altament divergent. Sapir (1971) va classificar aquesta llengua com una llengua aïllada dins de l'atlàntic occidental. Tanmateix, Segerer va mostrar que això es devia a canvis fonètics prèviament no reconeguts, i que el bijago de fet està emparentat amb les llengües bak. Per exemple, els següents cognats en bijago i joola kasa (una llengua diola) són completament regulars, però no havien estat identificats fins fa poc:
| GLOSA | Bijago | Joola Kasa |
| ----- | ------ | ---------- |
| cap   | bu     | fu-kow     |
| ull   | nɛ     | ji-cil     |

## Comparació lèxica
Els numerals reconstruïts per a diferents grups de llengües bak-bijago són:
| GLOSSA | Bijago    | Balanta-Ganja | Balanta-Ganja | Bayot       | Bayot       | Jola     | Jola     | Jola         | Jola     | Jola             | Jola     | Manjaku-Papel | Manjaku-Papel | PROTO-BAK- BIJAGO |
| GLOSSA | Bijago    | Ganja         | Kentohe       | Bayot (GNB) | Bayot (SEN) | Bandial  | Gusilay  | Foñi (Dyola) | kaasa    | karon            | kwatay   | Makaña        | Pepel         | PROTO-BAK- BIJAGO |
| ------ | --------- | ------------- | ------------- | ----------- | ----------- | -------- | -------- | ------------ | -------- | ---------------- | -------- | ------------- | ------------- | ----------------- |
| '1'    | nɔːd      | -woda         | fhoːdn        | ɛndon       | 'ɛndon      | 'jɐnʊɾ   | janʊr    | jəkon        | 'jɐnɔ    | jɔːnɔːl          | hifeːneŋ | ulolɛ̂n        | o-loŋ         | *                 |
| '2'    | n-som     | -sibi         | ksibm         | tɪgˑga      | 'ɪɾɪɡːə     | 'suːβɐ   | suːβa    | sigaba       | 'sil̥uβə  | susupək          | kúsuba   | ŋɨ́tɛp         | ŋ-pugus       | *                 |
| '3'    | ɲ-ɲɔːkɔ   | -aːbí         | khobm         | fɜzɪ        | i'feɟi      | si'fʰəʝi | sifːəɟi  | sifeːɡiːr    | si'həːɟi | sihəːciːl        | kíhaːji  | ŋɨ̀wàdʒɛ̀nt     | ŋ-ɟenʂ        | *                 |
| '4'    | ya-aɡɛnɛk | -tahla        | ktahli        | iβɛɪ        | ɪ'βɛj       | sɪ'bɐɣɪɾ | sɪbːaɣɪr | sibaːkiːr    | sɪ'bɐkɪː | sɪpɐːkɪːl        | kibaːkir | ŋɨbakɨr       | ŋ-uakr        | *-bakir           |
| '5'    | n-deɔkɔ   | -jíːf         | ʧɪf           | oɾɔ         | 'ɔɾɔ        | fʊ'tɔx   | fʊtɔx    | futɔk        | hʊ'tɔk   | ɪsɐk             | hutok    | kaɲɛn         | k-ɲene        | *fʊtɔk/ *-ɲene    |
| '6'    | 5 + 1     | faːj          | 5 + 1         | 5 + 1       | 5 + 1       | 5 + 1    | 5 + 1    | 5 + 1        | 5 + 1    | 5 + 1            | 5 + 1    | padʒɨ         | paːɟ          | *                 |
| '7'    | 5 + 2     | faːjinɡoːda   | 5 + 2         | 5 + 2       | 5 + 2       | 5 + 2    | 5 + 2    | 5 + 2        | 5 + 2    | 5 + 2            | 5 + 2    | nawuloŋ       | ɟand          | *                 |
| '8'    | 5 + 3     | taːtaːla      | 5 + 3         | 5 + 3       | 5 + 3       | 5 + 3    | 5 + 3    | 5 + 3        | 5 + 3    | 5 + 3            | 5 + 3    | bakɾɛ̂ŋ        | bakari        | *                 |
| '9'    | 5 + 4     | -jíntahla     | 5 + 4         | 5 + 4       | 5 + 4       | 5 + 4    | 5 + 4    | 5 + 4        | 5 + 4    | 5 + 4            | 5 + 4    | kaɲɛ́ŋkalɔŋ    | k-ɲeŋ k-loŋ   | *                 |
| '10'   | n-ruakɔ   | -jímːin       | ʧɪːfmɛn       | gʊtˑtɪɛ     | ʊ'sɛβɔkɔ    | ɣʊ'ɲɛn   | ɡʊɲɛn    | uɲɛn         | kʊ'ŋɛn   | ŋɐːsʊwɐn susupək | sumoŋu   | iɲɛ̂n          | o-diseɲene    | *                 |